# Chirosia holoptica
Chirosia holoptica este o specie de muște din genul Chirosia, familia Anthomyiidae, descrisă de Griffiths în anul 2004. Conform Catalogue of Life specia Chirosia holoptica nu are subspecii cunoscute.